# Hanno Pevkur

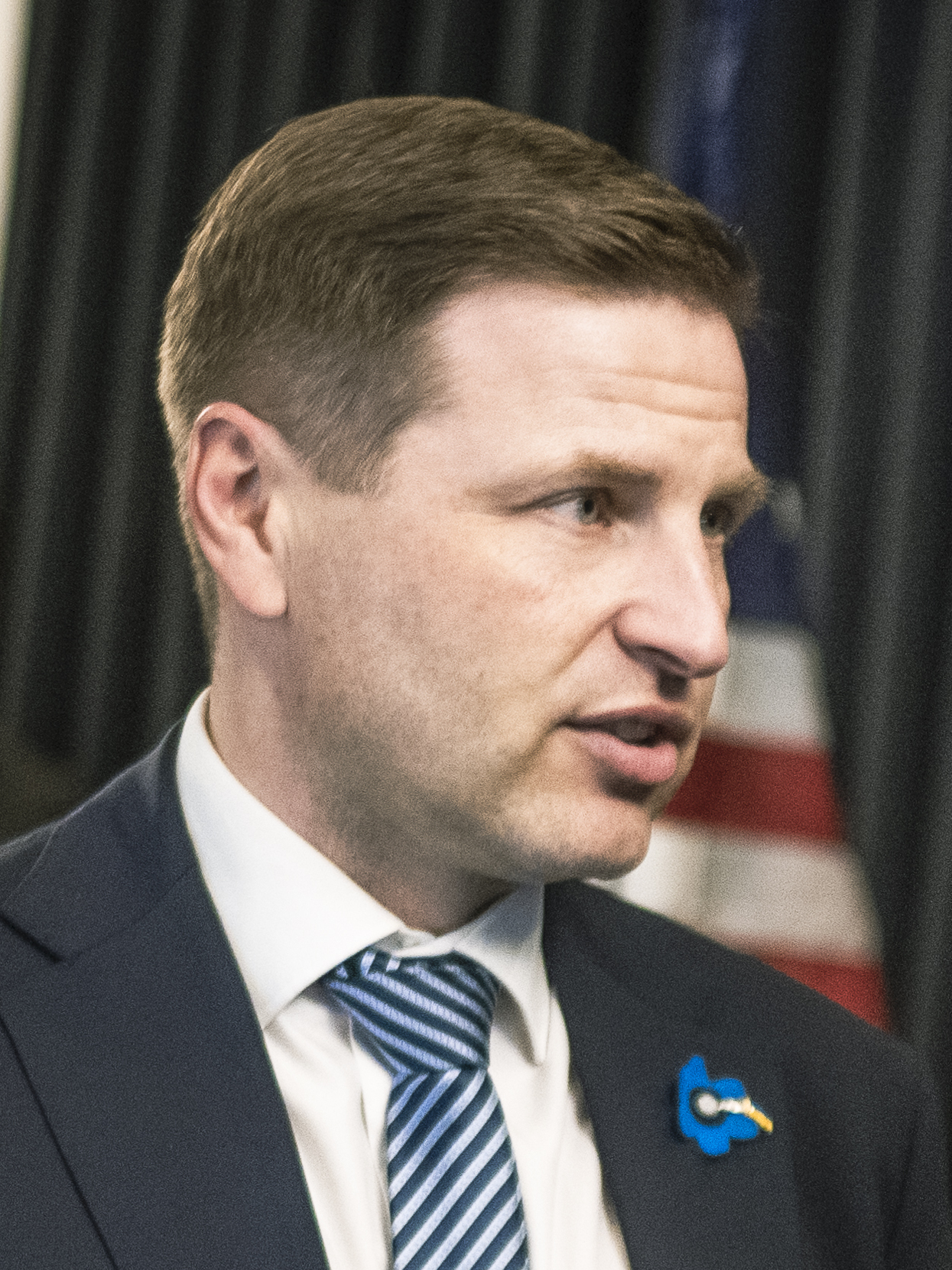
Hanno Pevkur (2023).

Hanno Pevkur (* 2. April 1977 in Iisaku, Kreis Ida-Viru, Estland) ist ein estnischer Politiker. Pevkur gehört seit dem Jahr 2000 der liberalen Estnischen Reformpartei (estnisch Eesti Reformierakond) an, deren Vorsitzender er von Januar 2017 bis April 2018 war. Von April 2007 bis November 2016 stand er verschiedenen estnischen Ministerien vor. Seit dem 18. Juli 2022 ist er Verteidigungsminister seines Heimatlandes.

## Leben
Hanno Pevkur legte 1995 sein Abitur in Järva-Jaani ab. Bis 1998 studierte er Jura an der Wirtschaftsschule in Tallinn, 2002 legte er sein Examen in diesem Fach an der Universität Tartu ab. 

### Politische Tätigkeit
Von 2000 bis 2005 hatte Pevkur verschiedene Posten bei der Stadtteilverwaltung des Tallinner Stadtbezirks Nõmme inne, darunter von 2003 bis 2005 das Amt des Bezirksbürgermeisters. Im März 2005 war er für wenige Tage einer der stellvertretenden Bürgermeister der estnischen Hauptstadt Tallinn; dann war er von 2005 bis 2007 Referent des estnischen Justizministers Rein Lang.
Von April 2007 bis Februar 2009 war Pevkur Abgeordneter des estnischen Parlaments (Riigikogu). Am 23. Februar 2009 trat er im Kabinett von Ministerpräsident Andrus Ansip die Nachfolge von Maret Maripuu als estnischer Sozialminister an. Am 10. Dezember 2012 wechselte Pevkur als neuer estnischer Justizminister das Ressort. Von März 2014 bis November 2016 war Pevkur Innenminister der Republik Estland. Anschließend kehrte er als Abgeordneter in das Parlament zurück. Nach dem Rücktritt von Taavi Rõivas wurde er am 7. Januar 2017 zum Vorsitzenden der Reformpartei gewählt. Im April 2018 wurde er auf diesem Posten wiederum von Kaja Kallas abgelöst.
Nach der Parlamentswahl am 3. März 2019 verblieb seine Partei trotz leichten Zugewinnen zunächst in der Opposition und konnte erst ab 2021 wieder in die Regierung gelangen. Im Kabinett K. Kallas I wurde Pevkur, trotz langjähriger Erfahrung, nicht als Minister berücksichtigt. Im ein Jahr später vereidigten Kabinett K. Kallas II übernahm er das Amt des Verteidigungsministers. Dieses behielt er auch, nach der Parlamentswahl 2023, im Kabinett K. Kallas III und im Kabinett Michal.

### Privates
Hanno Pevkur ist verheiratet und hat einen Sohn und eine Tochter. Er ist Präsident des estnischen Volleyballverbandes seit 2012.